# おっちゃんラジオ
『おっちゃんラジオ』（おっちゃんラジオ）は、ABCラジオ（朝日放送）で2011年11月22日から 2012年3月28日まで、ナイターオフ番組として放送されていたトーク・音楽番組。放送時間は 毎週火～金曜の19:00 - 21:00で、同局の男性ベテランアナウンサー・アナウンサー経験者がパーソナリティを務めた。
このページでは、2011年10月25日（火曜日）から11月11日（金曜日）まで、日本プロ野球のクライマックスシリーズの合間に放送された日替わりの特別番組『パーソナリティ秋の交流戦』も取り上げる。

## 『おっちゃんラジオ』
ABCラジオでは1975年10月から、ナイターオフ期間（後述）の平日夜間に歌謡大全集シリーズ（『歌謡大全集』→『歌の旅・歌謡大全集』→『歌日記・歌謡大全集』→『歌謡大全集』）を放送してきた。しかし、2011年4月1日で放送を終了。その後継番組として、当番組を編成した。
当番組では、ABCテレビで平日夕方に関西ローカルで放送されていたニュース・情報番組でメインキャスターを経験した朝日放送の男性ベテランアナウンサー3名（小縣裕介、中原秀一郎、堀江政生）が、日替わりでメインパーソナリティを担当。曜日ごとに異なるテーマで受け付けたリクエスト曲を放送しながら、さまざまなトークを繰り広げた。また、『歌謡大全集』と同じく、放送中には「ABC交通情報」（19:30前後）と「ABC朝日ニュース」（20時の時報明け）を挿入していた。
なお、現役のアナウンサーではない中原がパーソナリティ陣に加わっていることから、当番組は同局で2011年10月1日まで2年間放送されていた『Club JONR』（中原をはじめ、同局に正社員・嘱託社員として在籍する元アナウンサーが週替わりでパーソナリティを担当した深夜番組）の後継番組とも言える。他方、堀江が担当していた木・金曜日の放送分については、当番組終了後の2012年4月から6月まで『堀江政生のほりほりラジオ』（毎週土曜日18:00 - 19:00、以下『ほりほりラジオ』と略記）に引き継がれていた。
当番組では2011年度のみで終了。ABCラジオでは、2012年度のナイターオフ編成（同年10月 - 2013年3月）において、当番組の放送枠を自社制作の生ワイド番組『堀江政生のほりナビ!!』（毎週火 - 金曜日19:00 - 21:50）に宛てる。この「ほりナビ!!」も「フォルティシモでいこう!」「ほりほりラジオ」のスタンスを生かしたものとなる。

### 『パーソナリティ秋の交流戦』
阪神タイガース（以下「阪神」と略記）公式戦の大半を中継しているABCラジオでは例年、同球団の公式戦が終盤を迎える10月上旬から、公式戦が開幕する翌年3月下旬までの期間を「ナイターオフ期間」と定義。『歌謡大全集』をはじめ、半年限定の番組（ナイターオフ番組）を代々編成してきた。
しかし2011年には、東日本大震災（3月11日発生）の影響で、日本プロ野球の公式戦開幕が当初の予定から半月ほど延期。例年は公式戦終了後の10月中旬～下旬に実施されるクライマックスシリーズも、10月29日（土曜日）からの開催になった。
2011年に開局60周年を迎えたABCラジオでは、この変則日程を基に、平日の野球中継を日本シリーズ終了までレギュラー編成とした上で、クライマックスシリーズから日本シリーズの開幕（11月12日）までの期間限定で当企画を編成。阪神の公式戦全日程終了翌日（10月25日）から日本シリーズ開幕前日（11月11日、同局の開局記念日）までの期間のうち、クライマックス・セ（阪神が所属するセントラル・リーグのクライマックスシリーズ、同局では『ABCフレッシュアップベースボール クライマックスシリーズ実況中継』のタイトルで全試合を中継）のナイトゲームがない火～金曜日の19:00 - 21:00に放送していた。
当企画は、クライマックスシリーズにちなんで、「ファーストステージ」（10月25日～10月28日）と「セカンドステージ」（11月8日～11月11日）の2期にわたって放送。ABCラジオで放送中の番組のパーソナリティやレギュラー出演者などから、原則として2名が日替わりで出演した。いずれのステージも、過去に同局のレギュラー番組では実現しなかったコンビで連日放送。中原と堀江が出演した10月26日（水曜日）の「もうすぐおっちゃんラジオ!」では、『歌謡大全集』の後継番組が『おっちゃんラジオ』になることを（放送上）初めて公表した。また、11月8日に放送された『角からすみまで道上洋三です』では、角淳一（毎日放送出身のフリーアナウンサー）がABCラジオの番組へ初めて出演している。

#### 特記事項
なお、クライマックス・セのファーストシリーズとファイナルシリーズの間の移動日である11月1日は『松喬・三喬 はなしの世界』を、日本シリーズ第5戦・第6戦の間の移動日である11月18日の同時間帯は『ABCラジオまつり2011前夜祭』を、別途放送した。

## 放送時間

### 『おっちゃんラジオ』
- 毎週火～金曜：19:00 - 21:00
  - ABCラジオでは、日本シリーズの最終戦（2011年11月20日＝第7戦）まで当番組の放送枠で『ABCフレッシュアップベースボールスペシャル』を中継していた関係で、当番組の放送を同月22日（火曜日）から始めた。なお、放送上のタイトルはパーソナリティによって異なる（後述）。
  - 2012年1月の第4週（24日～27日）には、ABCホールからの生中継による特別番組『朝日放送創立60周年記念　ABCラジオ上方落語をきく会』を編成する関係で、19時台の「ABC交通情報」・20時台の「ABC朝日ニュース」を含めて当番組の放送を休止している。

### 『パーソナリティ秋の交流戦』
- 火～金曜：19:00 - 21:00

ファーストステージは2011年10月25日（火曜日）～同月28日（金曜日）、セカンドステージは2011年11月8日（火曜日）～同月11日（金曜日）にそれぞれ放送。原則として生放送で、日替わりのタイトルが付けられていた。

## 出演者とタイトル

### 『おっちゃんラジオ』
「　」内は曜日別のタイトル。
- 火曜日:「小縣裕介のガッチ・ザ・グレイト」（2011年11月22日 - 2012年3月27日、全18回放送）
  - メインパーソナリティ：小縣裕介（朝日放送アナウンサー）
    - 本来はスポーツアナウンサーながら、2011年9月30日までは『NEWSゆう+』（ABCテレビ）で約2年間メインキャスターを担当。ラジオパーソナリティとしての経験も豊富で、タイトルの「ガッチ」は愛称から取られた。ちなみに当番組では、妻で同僚の武田和歌子（当番組の前枠で放送のナイターオフ番組『スポーツにぴたっと。』メインパーソナリティ）との家庭生活や、好物のカレーに関する話題をしばしば披露している。

20時台の前半のみ、平岩康佑と古川昌希（いずれも2011年入社の朝日放送アナウンサー）が、小縣のパートナーとして交互に出演していた。
- 水曜日:「秀さんのビッグ・ウェンズデー」（2011年11月23日 - 2012年3月28日）
  - メインパーソナリティ：中原秀一郎（朝日放送の元アナウンサー、出演時点では監査役会事務局次長）
    - アナウンサー時代には『ニュースウェーブABC』（ABCテレビ）のメインキャスターなどを歴任。ラジオ番組では「秀さん」の愛称で親しまれた。2002年の人事異動でアナウンス職を離れたが、2009年11月14日放送の『Club JONR』で8年振りにABCラジオの番組へ出演。以降も週替わりながら、同番組でパーソナリティを務めた。

2012年1月18日の放送からは、北沢麻衣（OSK日本歌劇団出身・奈良県在住の歌手）が、20時台にレギュラーで出演していた。
- 木・金曜日:「堀江政生のフォルティシモでいこう!!」（2011年11月24日 - 2012年3月23日）
  - メインパーソナリティ：堀江政生（朝日放送アナウンサー、出演時点では報道局の記者も兼務）
    - 『NEWSゆう』『ムーブ!』（いずれもABCテレビ）でメインキャスターを担当。『ムーブ!』終了後の2009年6月から2010年7月までは、朝日放送と朝日新聞による人事交流で、同紙東京本社政治グループの記者を務めていた。自分の担当日のタイトルに音楽用語の「フォルテシモ」を入れるほど、クラシック音楽への造詣が深い。

2011年度には、両曜日とも20時台に、宇田満里子（大阪テレビタレントビューロー所属のフリーアナウンサー、放送上の愛称は「うだまり」）がパートナーとして出演。『ほりほりラジオ』では、全編にわたって堀江のパートナーを務めている。

### 『パーソナリティ秋の交流戦』
「　」内は放送上のタイトルで、◎は生放送、○は事前に収録された番組。

『　』内は放送期間中にレギュラーで出演していたABCラジオの番組、肩書は当番組の放送時点で表記。

いずれの放送でも、本編に入る前に、道上洋三（ファーストステージ）と桑原征平（セカンドステージ）の声による事前収録の口上を流していた。

#### ファーストステージ
- 2011年10月25日（火曜日）「月亭八方・土谷多恵子のどかちゃかジャーナル」◎
  - 月亭八方（『きよし・八方のポン♪カラ♪リン』パーソナリティ）
  - 土谷多恵子（『ドッキリ!ハッキリ!三代澤康司です』金曜パートナー、『歌謡大全集』にも長年にわたって出演）
- 2011年10月26日（水曜日）「もうすぐおっちゃんラジオ!」◎
  - 中原秀一郎
  - 堀江政生
    - 『おっちゃんラジオ』の紹介を兼ねた番組。堀江は中原のアナウンサー時代の部下に当たる。
- 2011年10月27日（木曜日）「征平・康司のまかせなさい!」◎
  - 桑原征平（『桑原征平粋も甘いも』メインパーソナリティ）
  - 三代澤康司（朝日放送アナウンサー、『ドッキリ!ハッキリ!三代澤康司です』メインパーソナリティ）
    - 放送中には、2人に悩みを相談する目的で、芦沢誠・柴田博・高橋大作・古川昌希（いずれも朝日放送アナウンサーで三代澤の部下）による事前収録のコメントが流れた。
- 2011年10月28日（金曜日）「妹尾・桜井の今夜はしゃべらNight!」○
  - 妹尾和夫（『とことん全力投球!!妹尾和夫です』メインパーソナリティ）
  - 桜井一枝（『日曜さくらい倶楽部』パーソナリティ）
    - 当番組の放送が妹尾がレギュラーで出演する他局の生放送番組の直後に当たったため、10月25日の『とことん全力投球!!妹尾和夫です』放送後に当番組を収録。

#### セカンドステージ
- 2011年11月8日（火曜日）「角からすみまで道上洋三です」○
  - 道上洋三（『おはようパーソナリティ道上洋三です』パーソナリティ）
  - 角淳一
  - 久野愛（『おはようパーソナリティ道上洋三です』アシスタント）
    - タイトルは、角が毎日放送のアナウンサー時代に出演していた『すみからすみまで角淳一です』（MBSラジオ）にちなんだ。
- 2011年11月9日（水曜日）「なにはなくとも兵藤吉弥」◎
  - 兵動大樹（矢野・兵動、『兵動大樹のほわ〜っとエエ感じ。』メインパーソナリティ）
  - 桂吉弥（『とびだせ!夕刊探検隊』メインパーソナリティ、『征平・吉弥の土曜も全開!!』パーソナリティ）
- 2011年11月10日（木曜日）「二人だけの女子会」○
  - 慶元まさ美（『慶元まさ美のおはようパートナー』パーソナリティ）
  - 武田和歌子（朝日放送アナウンサー、『武田和歌子のぴたっと。』『スポーツにぴたっと。』メインパーソナリティ）
- 2011年11月11日（金曜日）「思い出の一枚～マイ・フェイバリット・ソング～」
  - キダ・タロー
  - 芦沢誠
  - 高野あさお（『もうすぐ夜明けABC』水曜日など多数の番組でパーソナリティを担当）
    - ABCラジオ開局記念日の特別企画。芦沢とキダは、かつて同局で放送されていた『元気イチバン!芦沢誠です』などでたびたび共演している。

## 『おっちゃんラジオ』の主な内容・コーナー
オープニングコールと番組内のジングルには、関西弁による宇田らしき女性の声を使用。全曜日とも、放送中にメッセージを紹介されたリスナーには、番組グッズ「おっちゃんラジオ7つ道具」（3色ボールペン、消せる蛍光ペン、ABCのステーションキャラクター「キュキュ」のハンドタオルなど）から1つを進呈する。

### 火曜日「小縣裕介のガッチ・ザ・グレイト」
放送中には、小縣が青春時代を過ごした1980年代を中心に、日本で流行した洋楽のリクエストを受け付けていた。なお、2012年最初の放送（1月3日）では、事前に収録した内容を流した。
- 「ウィークリーガッチ」（19時台前半）
  - 2011年9月まで『NEWSゆう+』のメインキャスターだった小縣が、直近1週間のニュースから気になった話題や、日常生活で琴線に触れたテーマについてトークを展開する。
- 「ガチスポ」（19時台後半）
  - 本来はスポーツアナウンサーである小縣が、実況経験の多い野球・ゴルフや公私ともに造詣の深いサッカーを主体に、直近のスポーツニュースから気になった話題について「ガチ（本音）」で熱弁を振るう。
- 「ビバ!四十路」（19時台後半）
  - 放送開始時点で四十路（40歳）に入ったばかりの小縣が、「真の格好いい大人になるためには何が必要なのか」というテーマで、四十代向けのサービスを事前に体験取材。スタジオで自ら報告する。
- 「今週のヒライワン!（フルカワン!）」（20時台前半）
  - 出演時点で新人アナウンサーだった平岩・古川が、朝日放送へ入社後初めてABCラジオで担当したレギュラー企画。平岩・古川が気になった話題・商品・サービスを、小縣へのプレゼンテーション形式で紹介する。
  - 平岩・古川が交互に1名ずつ出演するため、担当者によってコーナータイトルやテーマを変更。平岩がトレンド系の話題を扱う一方で、古川はレトロ系の話題を取り上げる。
  - 2011年度の最終回（2012年3月27日）には、小縣の好物であるカレーをテーマに、平岩と古川がプレゼンテーションで対決。小縣の判定によって、古川が勝利した。
- 「今日のガチうま」（20時台後半）
  - 小縣がお酒に合いそうなグルメを実食しながら、そのグルメの味や魅力について「ガチ」で紹介。希望するリスナーから、抽選で3名のリスナーにそのグルメを進呈する。ただし小縣は、生放送を事実上1人で仕切る関係で、お酒の代わりにノンアルコールのドリンクを飲んでいる。
  - 後半には、「今日のガチうま」の裏メニューとして、妻の武田が当コーナー用に作った弁当（通称「和歌弁」）を小縣が実食。その味の感想や、「和歌弁」を作る時の武田とのやり取りを述べる。なお、武田が体調不良などで弁当を作れない場合には、市販のカレーメニューなどで代用する。また、2012年3月20日・27日の放送では、小縣が自ら作った弁当を「ガチ弁」として紹介していた。

### 水曜日「秀さんのビッグ・ウェンズデー」
ワンマンDJスタイルで、中原のフリートークや新作映画の紹介を中心に放送。ただし、中原が（放送時点で）現役のアナウンサーでないこともあって、他曜日のようにコーナーを細かく設けてはいない。また、リスナーからのリクエスト曲に加えて、放送日に発売されたばかりのCDシングルから中原が推薦する3曲を20時台に流していた。
- 「秀さんの気になるニュース」（19時台前半）
  - 放送日の新聞の夕刊に掲載された記事から、中原が気になったニュースを紹介する。
- 「秀さんのカラオケ海峡冬景色」（20時台後半）
  - 2012年1月18日から放送。歌手活動と並行してカラオケ教室の講師を務める北沢が、「カラオケが苦手」という中原に対して、生放送中に演歌・歌謡曲の歌い方を実演を交えながら指南する。なお北沢は、前週（1月11日）の放送にもゲストで登場していた。

ちなみに中原は、当番組のパーソナリティでただ1人、自身の叫びや一言を前述のジングルに入れていた。

### 木・金曜日「堀江政生のフォルティシモでいこう!!」
放送中には、70～80年代の歌謡曲を中心にした楽曲のリクエストや、日替わりのテーマに沿った川柳の投稿をリスナーから受け付けた。AMラジオの生放送番組には珍しく、堀江の愛好するクラシックのリクエスト曲が流れることもある。また、19時台の後半には、放送日に発売された雑誌から堀江が気になった記事の内容を紹介した。
- 「夕刊カムカム」（木・金曜日、19時台前半、『ほりほりラジオ』では「ほりほりウィークリー」にリニューアル）
  - 一時「朝日新聞」へ出向していた堀江が、放送日の夕刊に掲載された主要記事について、降版後の続報や新聞記者時代の経験を加味しながら「噛んで含める」ように次々と紹介する。ただし、同紙の記事だけを取り上げる訳ではない。
- 「堀江五・七・五」（木・金曜日、『ABC朝日ニュース』の直後、『ほりほりラジオ』でも継続）
  - リスナーから届いた川柳の一部を紹介。宇田は当コーナーからエンディングまで出演する。
- 「掘れば掘るほど堀江政生」（木曜日、20時台前半）
  - 堀江が気になった人物や話題を深く掘り下げるコーナー。放送週によっては、さまざまな分野からゲストを迎えることもある。
- 「青春ラブレター」（木曜日、20時台後半）
  - 昔に戻った気分で改めて綴ったラブレターをリスナーから募集。その一部を堀江が代読する。
- 「おっちゃんシアター」（金曜日、『ほりほりラジオ』では「ほりほりシアター」にリニューアル）
  - 堀江が書き下ろした脚本による堀江主演のラジオドラマ。番組スタッフ（通称「ガラパ」）が脚本を担当することもある。
- 「クイズ堀江政生」（金曜日）
  - 堀江に関するクイズをリスナーに出題。正解したリスナーから、抽選で1名に1万円を進呈する。

## 関連番組
- 歌謡大全集
- Club JONR

以下の番組は、いずれも当番組と同じ時間帯にMBSラジオで放送されたナイターオフ番組。「アナウンサーがメインパーソナリティを務める関西ローカルの生ワイド番組」という点で当番組と共通している。
- 情報どっか〜んライブ!ホームランラジオ（火～木曜、2011年度のみ）
- MBSたびぐみ　とっておき旅ラジオ（金曜、2009～2011年度）